# عبد الحميد يلدز
عبد الحميد يلدز (بالتركية: Abdulhamit Yıldız)‏ هو لاعب كرة قدم تركي في مركز الوسط، ولد في 7 يونيو 1987 في قونية في تركيا. لعب مع أوفتاس سبور وبالق أسير سبور وشانلي أورفا سبور وغنتشلربيرليغي وكارسياكا ونادي فولندام ونادي قاسم باشا.

## وصلات خارجية
- عبد الحميد يلدز على موقع اتحاد تركيا (لاعب) (الإنجليزية)
- عبد الحميد يلدز على موقع قاعدة بيانات كرة القدم.إي يو (الإنجليزية)
- عبد الحميد يلدز على موقع Soccerway.com (الإنجليزية)
- عبد الحميد يلدز على موقع عالم كرة القدم.نت (الإنجليزية)